# Antica basilica di San Pietro in Vaticano
L'antica basilica di San Pietro in Vaticano, nota anche come basilica di Costantino, era ubicata a Roma, nell'area attualmente occupata dalla nuova basilica vaticana.

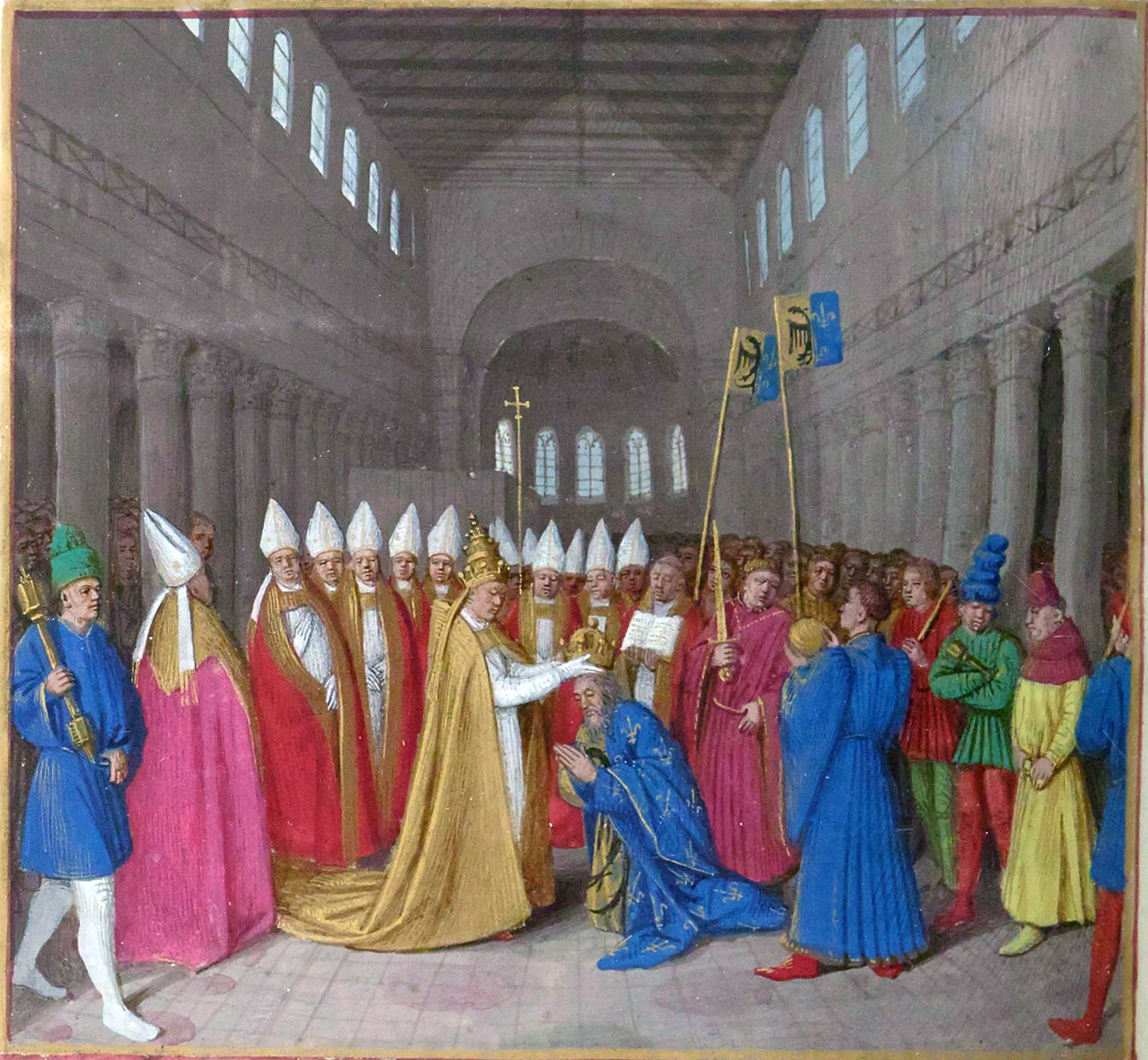
Jean Fouquet, Grandes Chroniques de France, Incoronazione di Carlo Magno, ambientata nella basilica vaticana

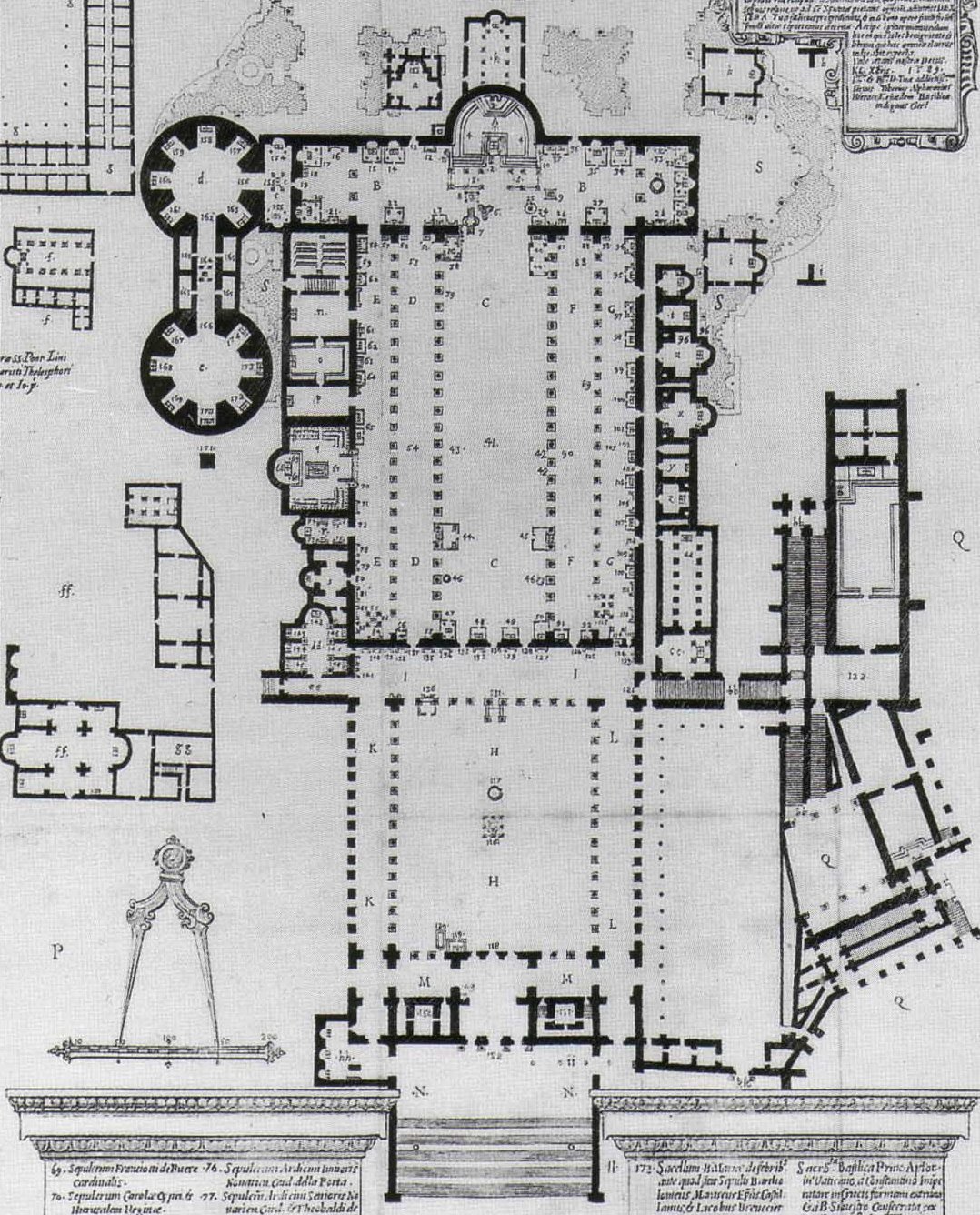
L'antica basilica in una stampa del XVI secolo di Tiberio Alfarano, particolare

## Storia

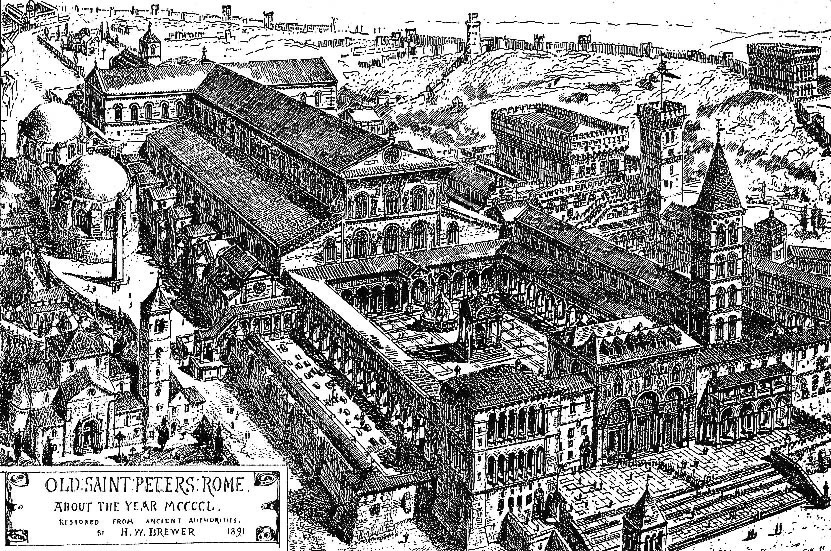
Ricostruzione grafica dell'antica basilica costantiniana

La politica di favore e, insieme, di controllo della religione cristiana, inaugurata da Costantino I con l'editto di Milano del 313 e culminata con la sua apparizione come basilèus isapòstolos (in greco βασιλεύς ισαπόστολος?) al concilio di Nicea del 325, ebbe riscontro nella serie di edifici costruiti nei luoghi santi della Palestina e di Roma, che dettero vita alla nuova tipologia della basilica cristiana. La più antica fu quella di San Giovanni in Laterano, ma un posto di rilievo spettò alla basilica di San Pietro, costruita sulla presunta sepoltura dell'apostolo Pietro, che sarebbe segnata da una "memoria", cioè da una piccola edicola posta in una piazzola nella vasta necropoli vaticana, rimasta in uso dal II al IV secolo e posta ai margini del circo di Nerone, ai piedi del colle Vaticano.
La cronologia esatta della costruzione della basilica non è conosciuta, anche se il Liber pontificalis riporta che fu eretta da Costantino durante il pontificato del papa Silvestro I (314-335), anche se è probabile che alcuni lavori si siano protratti dopo la morte del papa e dell'imperatore (337). I lavori ebbero inizio presumibilmente tra il 319 e il 326 e si conclusero sostanzialmente entro il 333.
Per costruire l'imponente basilica (119x63 m, 37 di altezza), l'imperatore Costantino, forte anche della propria carica di "Pontefice Massimo" e coadiuvato probabilmente da papa Silvestro, fece spianare quasi tutti i mausolei della necropoli, demolendo le volte che fuoriuscivano dalla quota prevista, interrò con materiale di riporto le camere funerarie e livellò l'intera zona, creando una spianata, detta platea Sancti Petri, dove venne fondato l'edificio (con presumibili difficoltà tecniche, visto l'apporto di terreno di riporto tratto dal colle sui lati nord ed ovest della basilica). L'atto di spianare un'area cimiteriale ancora in uso, inconsueto anche sotto il profilo religioso e giuridico ed effettuato con grandi spese, è giustificato dai cristiani con la grande importanza attribuita alla sepoltura dell'apostolo Pietro, ritenuta autentica. Infatti il sito, da tradizione antichissima, era riconosciuto come luogo della sepoltura dell'apostolo, il quale dovrebbe aver subito il martirio proprio nei vicini Horti neroniani.
La costruzione del grande quadriportico antistante la basilica, documentato dal 397, fu probabilmente prevista contestualmente al cantiere della basilica e realizzata poco dopo, essendo localizzato anch'esso sulla platea della basilica, raccordata al livello del piano di campagna originario con una grande scalinata. Quando il re degli Ostrogoti Totila conquistò Roma il 17 dicembre 546, molti senatori e patrizi romani (tra cui Flavio Anicio Olibrio, Rufio Gennadio Probo Oreste e Flavio Anicio Massimo) si rifugiarono qui. Nell'800 la basilica accolse la solenne incoronazione a imperatore di Carlo Magno; dopo di lui molti furono gli imperatori del Sacro Impero a essere incoronati nell'antica basilica: tra gli altri Carlo il Calvo, Ottone I, Ottone II, Ottone III, Federico I Barbarossa e Federico II.
Nell'846 fu saccheggiata dai saraceni, che la depredarono di numerose opere d'arte ed arredi, tra cui le porte bronzee del VII secolo. A scanso di futuri episodi simili, l'allora papa Leone IV fece circondare l'intera area da fortificazioni, le tuttora esistenti mura leonine. Il papato, che in origine aveva residenza presso la basilica laterana, si trasferì al Vaticano solo dopo il periodo della cosiddetta cattività avignonese (dal 1377). Nel corso dei secoli la basilica fu affiancata da altri edifici, come l'atrio, il campanile, un palazzo destinato alla residenza del clero (il complesso vaticano non fu residenza papale fino al 1377 e la basilica non era e non è la chiesa episcopale del pontefice) e altri ancora.
Dopo un periodo di abbandono dovuto alla cosiddetta cattività avignonese, alla fine del XIV secolo la basilica, insieme al complesso vaticano divenuto la residenza dei papi, fu al centro dell'interesse papale e si arricchì di molte opere d'arte. Durante i pontificati di Martino V ed Eugenio IV si cominciò a pensare a interventi di consolidamento. 
Nel XV secolo il papa Niccolò V decise un profondo rinnovamento del complesso edilizio e in particolare della vetusta costruzione principale che lamentava uno stato di degrado, soprattutto alle strutture di copertura e al muro laterale posto a nord che si era inclinato. Consultato Leon Battista Alberti, il progetto di sostanziale trasformazione, fu affidato al Rossellino, ma i lavori, localizzati alla parte absidale, rimasero a lungo interrotti.
All'inizio del XVI secolo si decise per la sua totale ricostruzione e quindi fu lentamente demolita, a partire dal presbiterio, per fare spazio alla nuova, grandiosa basilica. Tuttavia una parte della navata del tempio costantiniano, divisa al tempo di Paolo III da un muro (detto muro "farnesiano") dalla nuova crociera in costruzione, sopravvisse e fu utilizzata per quasi tutta la durata del cantiere, fino a quando, nel 1609, non fu definitivamente abbattuta per volontà del papa Paolo V, superando le ultime perplessità. Infatti anche in tale fase non mancò chi si opponeva a questa ulteriore demolizione e quindi al compimento del progetto di Michelangelo. Tale devozione verso l'antica basilica portò vari studiosi a lasciare descrizioni minuziose che ne tramandassero ai posteri la memoria: Tiberio Alfarano (De basilicae Vaticanae antiquissima et nova structura del 1582), Giacomo Grimaldi, Onofrio Panvinio (De rebus antiquis memorabilibus et praestantia basilicae S. Petri Apostolorum libri septem). Dalla demolizione dell'antica basilica furono salvati diversi reperti artistici; un esempio è un mosaico della scuola di Giotto, detto "L'Angelo di Giotto", che fu recuperato da monsignor Girolamo Simoncelli e tuttora orna la chiesa di San Pietro Ispano a Boville Ernica, in provincia di Frosinone.
La nuova basilica fu consacrata nel 1626.

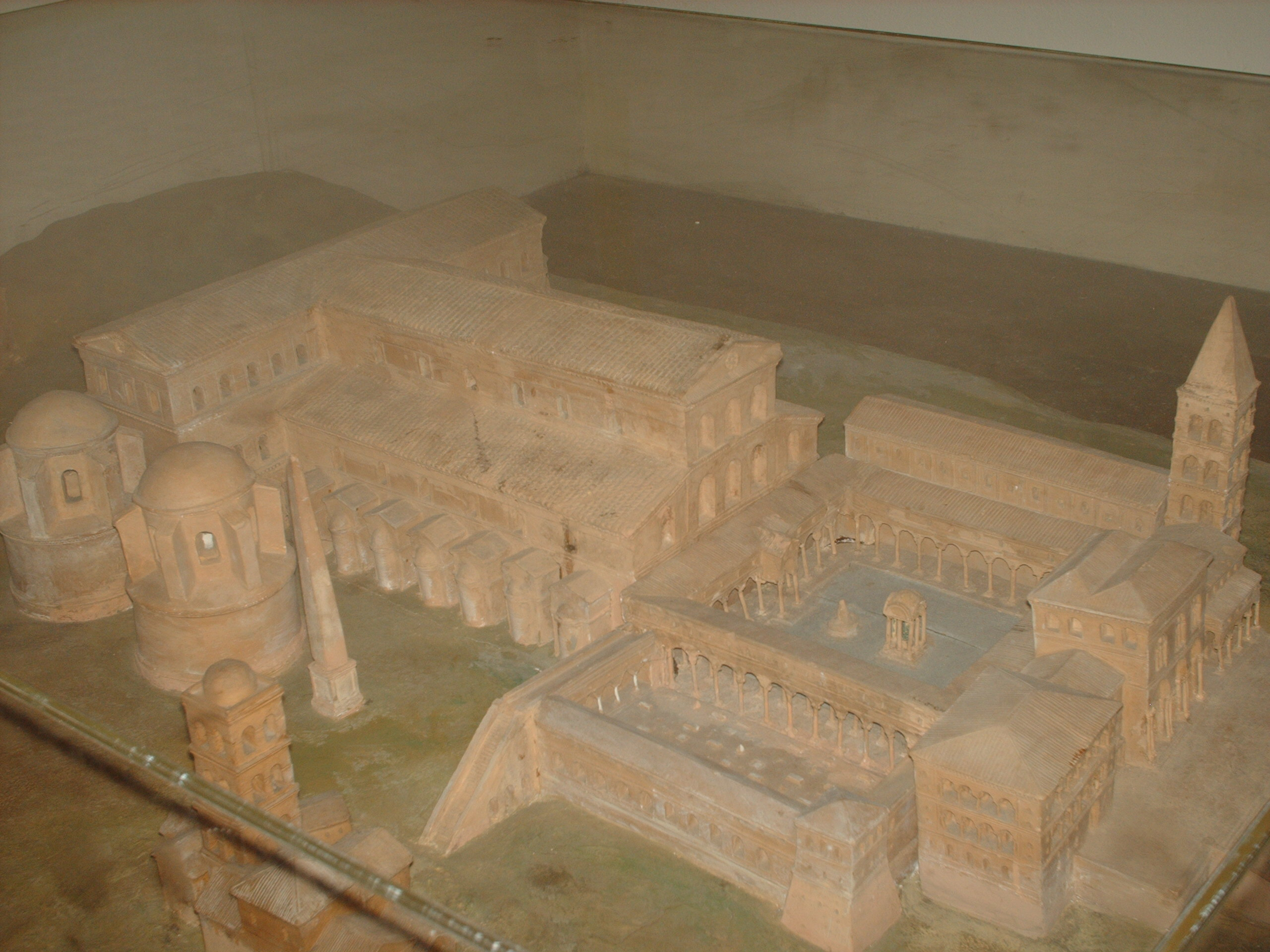
Modello ligneo
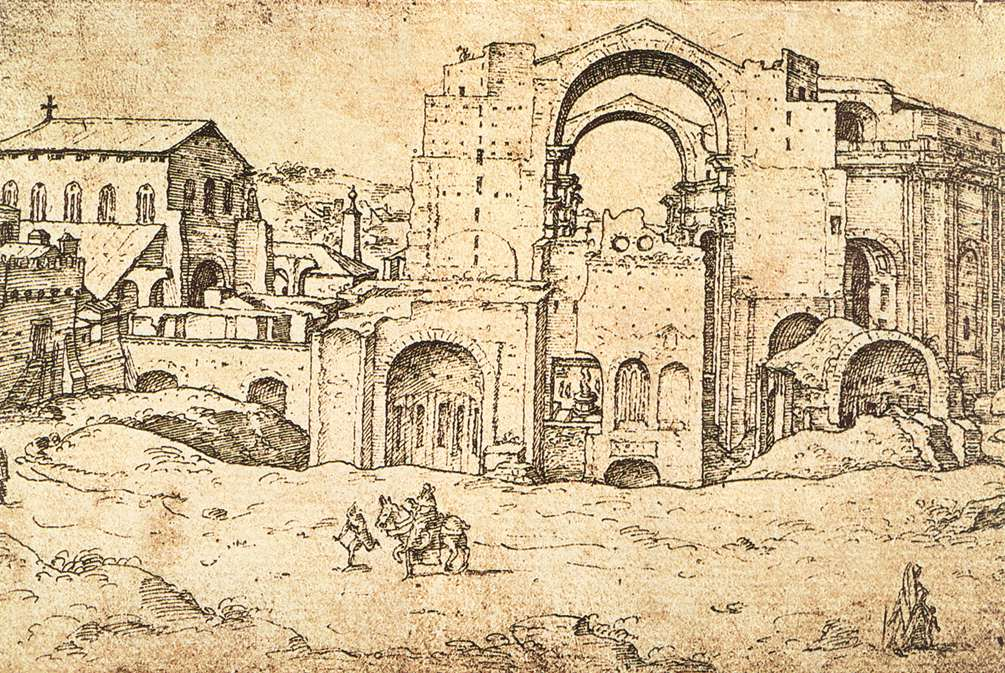
Il cantiere della nuova basilica, Maarten van Heemskerck, 1536 circa: si notano anche i resti della chiesa costantiniana
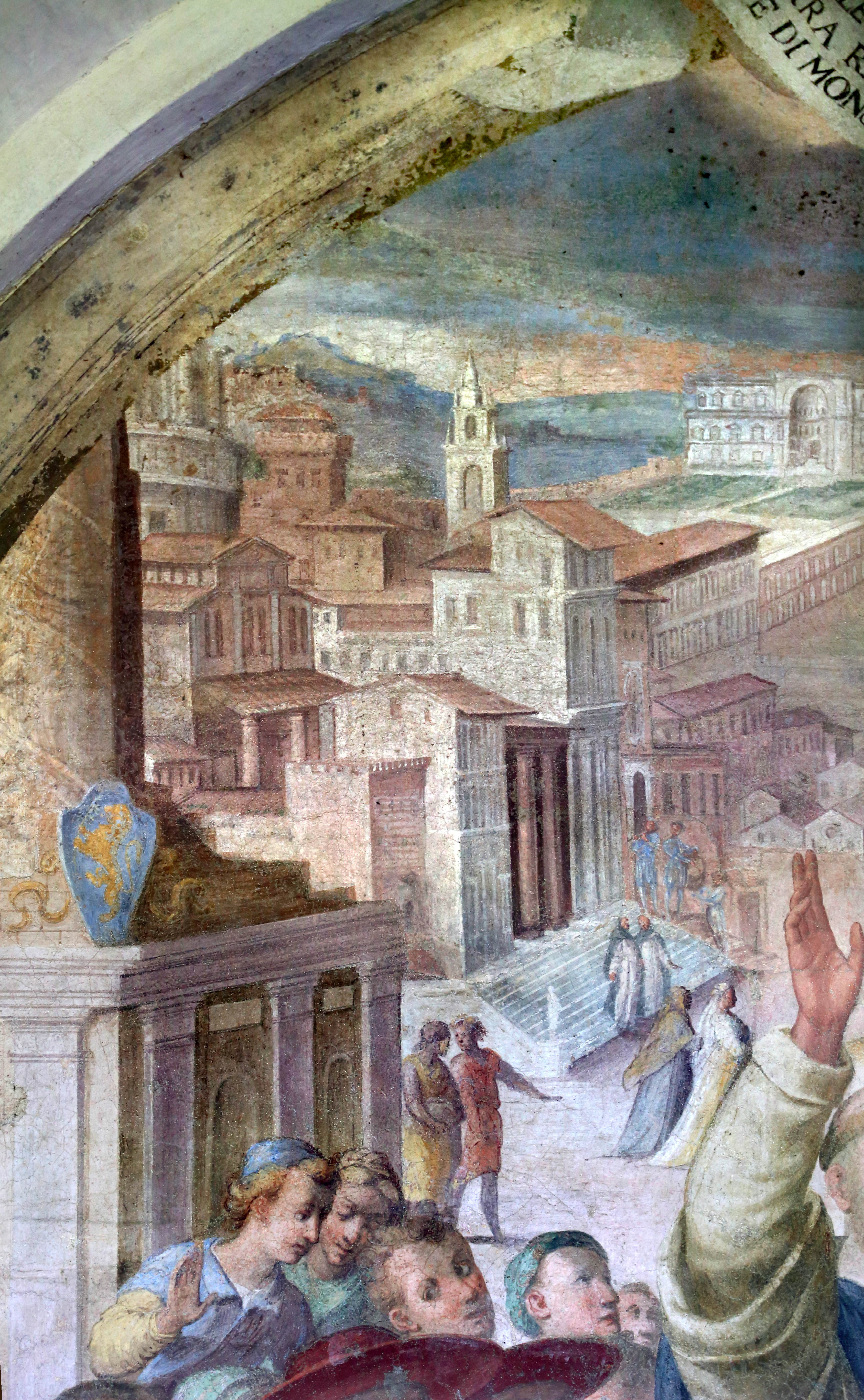
La basilica vaticana verso il 1580: si nota ancora l'antica facciata, mentre la nuova cupola è già in costruzione
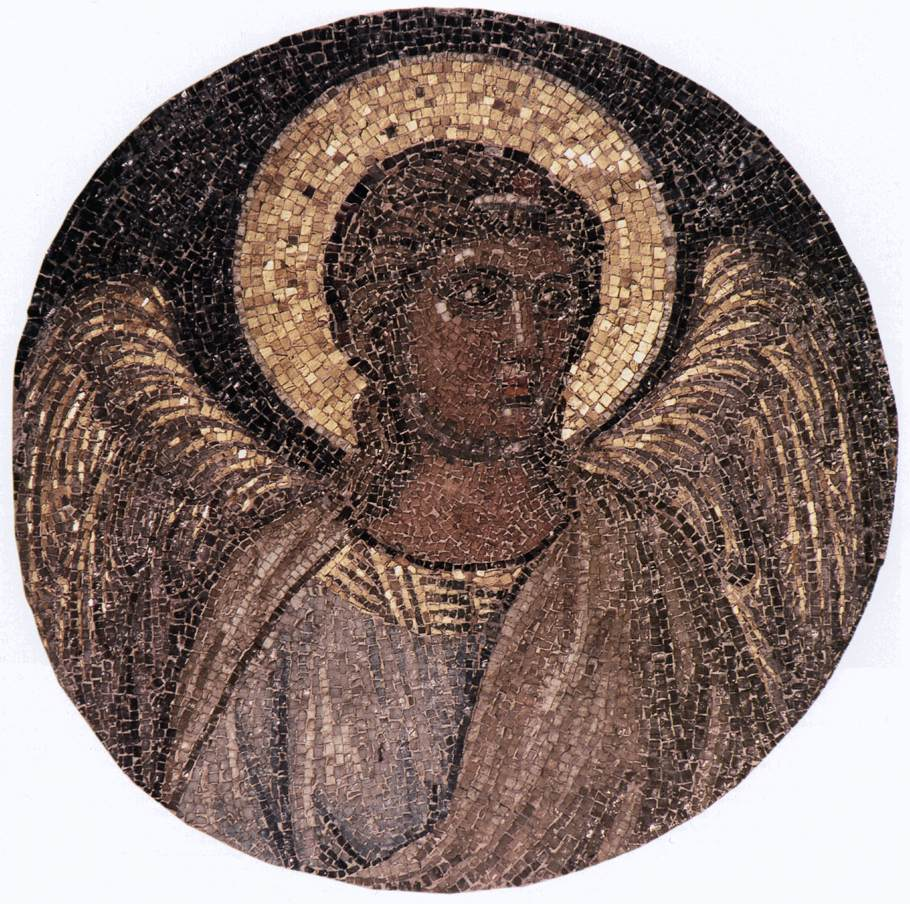
L'Angelo di Giotto, mosaico recuperato dall'antica basilica

## Necropoli vaticana
Scavi archeologici hanno indagato la necropoli sorta fuori dal circo di Nerone, ai piedi del colle Vaticano, fatta interrare da Costantino sotto la basilica. Sono stati rinvenuti, ed in parte resi visitabili, numerosi mausolei del II e III secolo disposti lungo una via funeraria ed altre sepolture meno monumentali costruite intorno all'area identificata come quella della tomba di Pietro.
Privati delle volte ed interrati per realizzare la platea sancti Petri alcuni mausolei hanno conservato pavimenti, iscrizioni, pitture, stucchi e mosaici con raffigurazioni a volte di tema cristiano come il mausoleo dei Giulii, con Giona e la balena, il Buon Pastore, e Cristo sul carro del Sole, come Apollo.

## Descrizione
L'antica basilica ci è nota da fonti iconografiche (disegni, affreschi), letterarie (come le descrizioni di Onofrio Panvinio, Tiberio Alfarano e Giacomo Grimaldi) e risultanze archeologiche.

### Interno

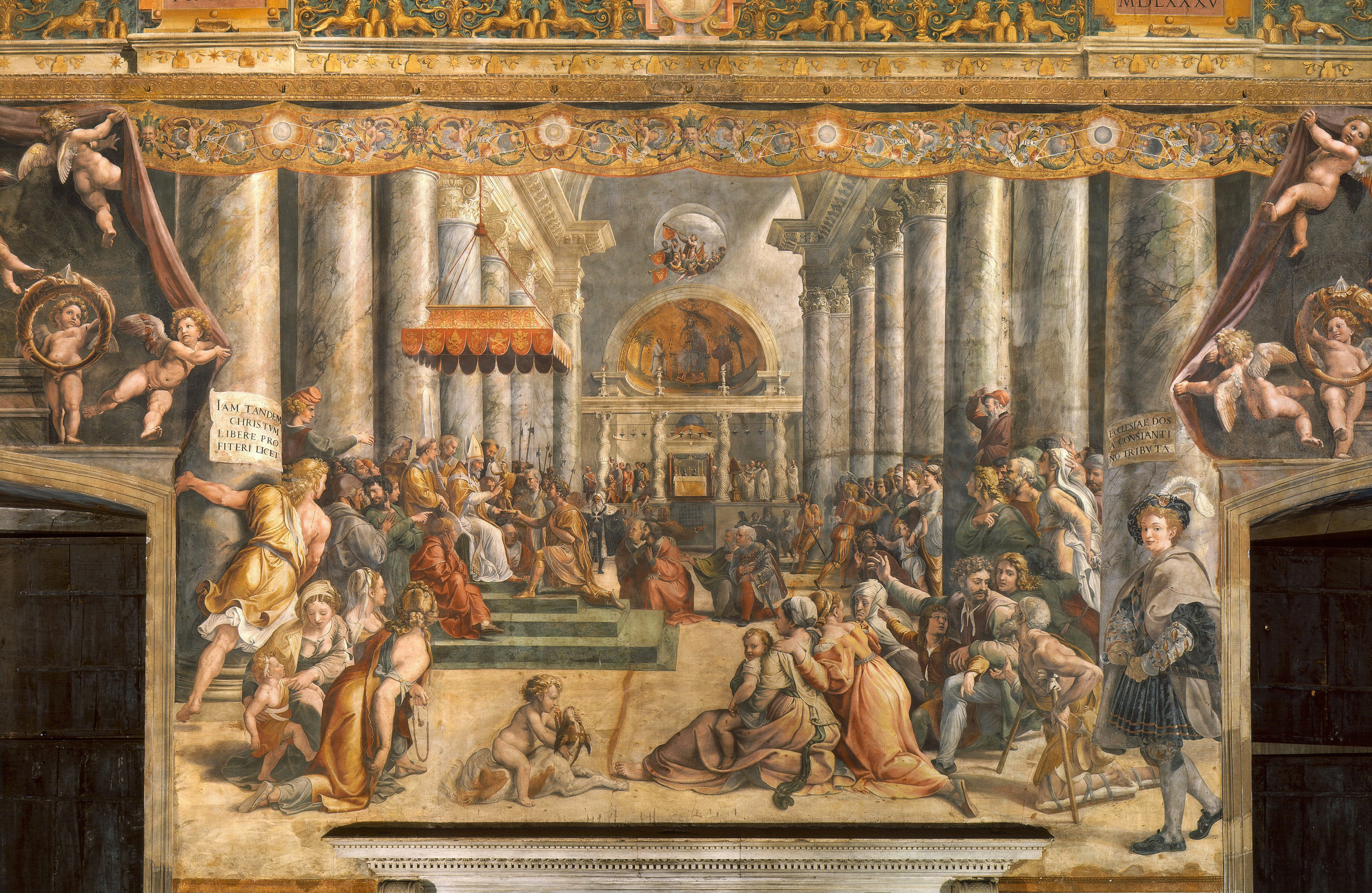
La Donazione di Roma della scuola di Raffaello mostra l'interno dell'antica basilica con i colonnati architravati della navata e il pergolato con le colonne tortili

La basilica era a cinque navate (87x64 metri), con la centrale rialzata e più larga, e coperta da capriate. Le navate erano divise da quattro colonnati di ventidue colonne ciascuno, coperti da architravi nella navata centrale e da archi in quelle laterali. L'illuminazione interna era garantita dalle finestre che numerose si aprivano nella parte che si elevava della navata maggiore (in rapporto 3:1), il cleristorio. La copertura era in capriate lignee.
La facciata aveva degli spioventi digradanti, ma a differenza di San Giovanni in Laterano non vi era uno spiovente per navata, ma le navate minori erano coperte da un'unica travatura digradante.
Un'altra peculiarità di San Pietro era l'uso del transetto (trans saepta, "oltre i cancelli"), il primo a essere concepito come navata trasversale indipendente, alto come la navata centrale (ma meno ampio) e dotato di una propria copertura. Sul transetto si apriva l'abside e in fondo ai bracci si trovavano due nicchie rettangolari che sporgevano esternamente oltre il profilo delle navate. In corrispondenza della navata centrale si apriva sul transetto l'arcone ("arco di trionfo") tipico della basiliche paleocristiane, sia cristiane che civili (come nella basilica Palatina di Costantino a Treviri). Le navatelle terminavano invece con trifore colonnate, simili a quelle che si aprivano nelle nicchie laterali del transetto.
L'abside era decorata da mosaici offerti da un figlio di Costantino (probabilmente Costanzo II) che rappresentavano Cristo tra san Pietro e san Paolo secondo un modello iconografico definito traditio legis, in sostituzione forse di un originario mosaico color d'oro senza immagini. Nell'abside si trovava anche, dove si troverebbe di solito l'altare, la memoria dell'Apostolo, che altro non era che l'edicoletta del II secolo detta anche "trofeo". Quest'ultima sporgeva dal pavimento della basilica (qui a solo 30 cm dal livello originario della necropoli) ed era inserita in un dado marmoreo con lesene in porfido e recintato da una pergula con colonne tortili e amorini vendemmianti, che fece da ispirazione per il baldacchino seicentesco. Le colonne originarie della pergula vennero riutilizzate negli altari incassati nei piloni della basilica attuale e ce ne resta traccia in varie opere d'arte come una copia fedele nella cassetta eburnea di Pola del V secolo.

### Facciata e quadriportico

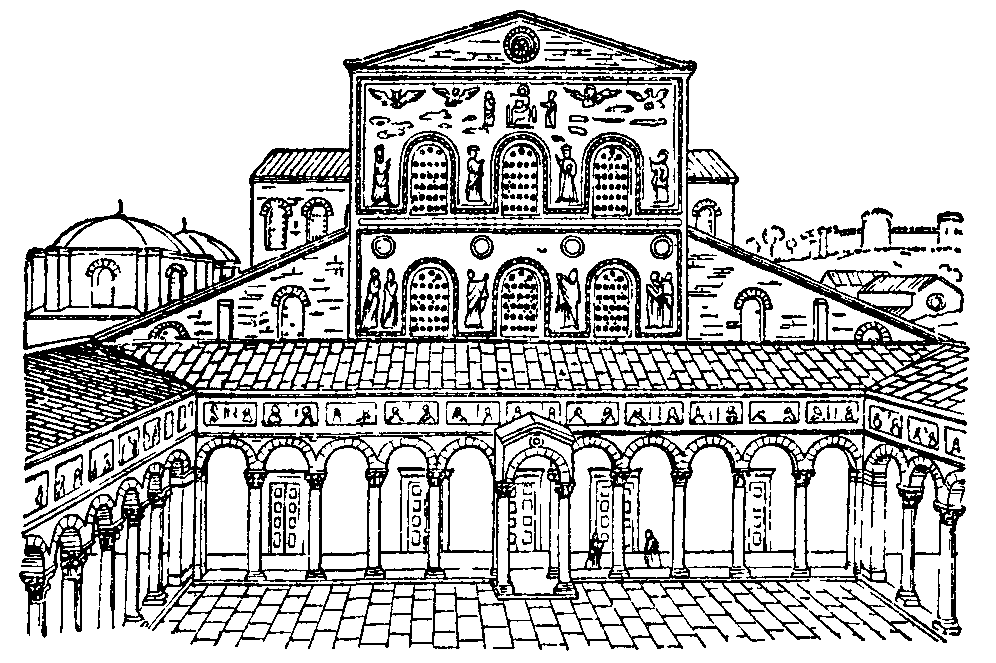
Ricostruzione grafica della facciata paleocristiana vista dal quadriportico

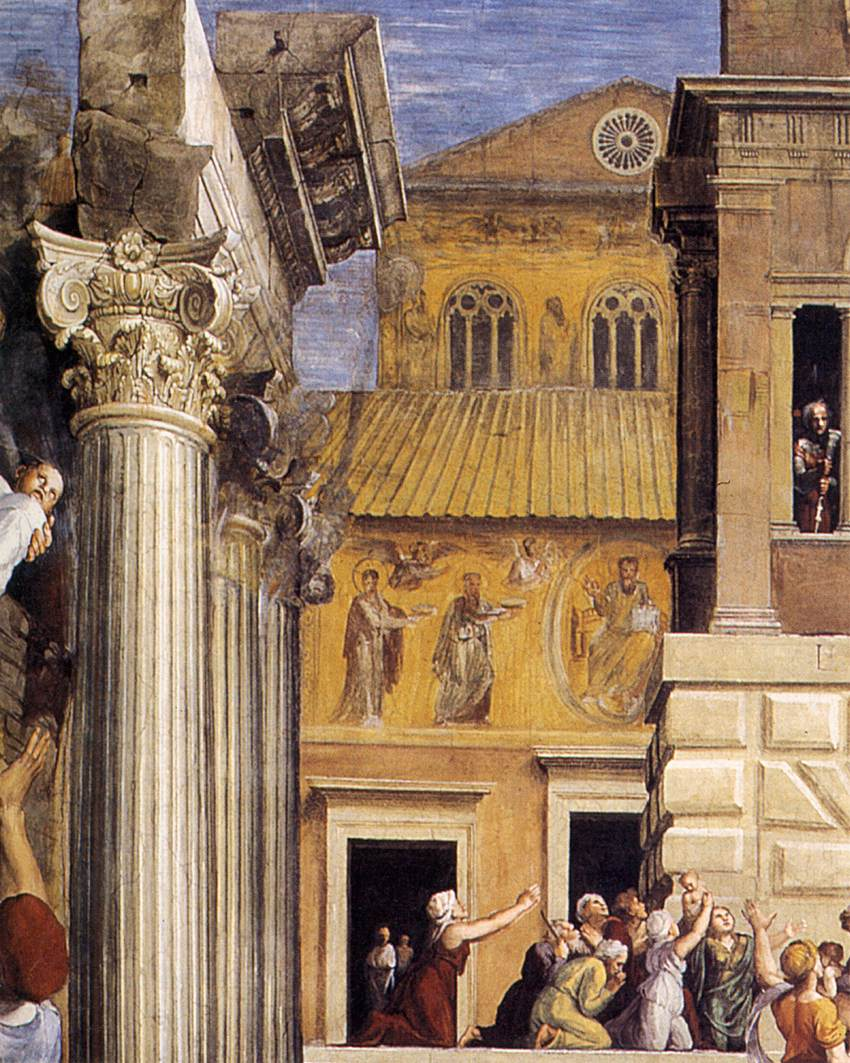
La facciata del quadriportico con dietro la facciata dell'antica basilica nell'affresco dell'Incendio di Borgo di Raffaello

La facciata presentava finestroni ad arco su due ordini. Il frontone aveva solo un piccolo rosone, mentre la parte corrispondente alla navata centrale era decorata con mosaici che nella parte più alta erano leggermente incurvati verso il basso per una migliore visione. I mosaici risalivano al V secolo, anche se furono restaurati, rimaneggiati e reintegrati varie volte, soprattutto nel XIII secolo. Erano organizzati su tre ordini: in alto Cristo tra san Pietro, la Vergine ed i simboli del tetramorfo; in mezzo quattro figure disposte tra i finestroni ed identificati con gli evangelisti o santi; in basso, sotto un'iscrizione, altre figure identificate negli Anziani dell'Apocalisse; sui frontoni triangolari delle navate laterali immagini di Gerusalemme e Betlemme.
La facciata a spioventi della basilica era preceduta ad est da un quadriportico o nartece, un'area a vestibolo addossata all'esterno della facciata, descritto per primo da Eusebio di Tiro, dove sostavano anticamente i catecumeni durante la celebrazione dell'eucaristia. Il quadriportico aveva anche una funzione cimiteriale. L'area interna del quadriportico era originariamente un giardino (da cui forse la denominazione Paradisus) con all'interno una fontana per abluzioni purificatrici. Con l'aumento del numero dei pellegrini l'area fu pavimentata nel VII secolo e vi fu posta al centro il Pignone, una scultura in bronzo di epoca romana, oggi nel cortile della Pigna nei Musei Vaticani. Non sappiamo se Dante Alighieri vide il Pignone in questa posizione durante l'ipotetico pellegrinaggio per il Giubileo del 1300, ma comunque lo citò in un passo della Divina Commedia (Inf. XXXI, 59). Su disegno di Giotto era stato realizzato, per la facciata del quadriportico, un mosaico noto come La Navicella, che oggi è nell'atrio del nuovo San Pietro e di cui esiste una serie di disegni, tracciati a penna da Parri Spinelli, negli anni venti del Quattrocento.
Antistante il quadriportico e prospiciente la Platea sancti Petri, nel XV secolo fu realizzata la Loggia delle benedizioni su tre ordini sovrapposti progettata da Francesco del Borgo e mai completata.

### Edifici annessi

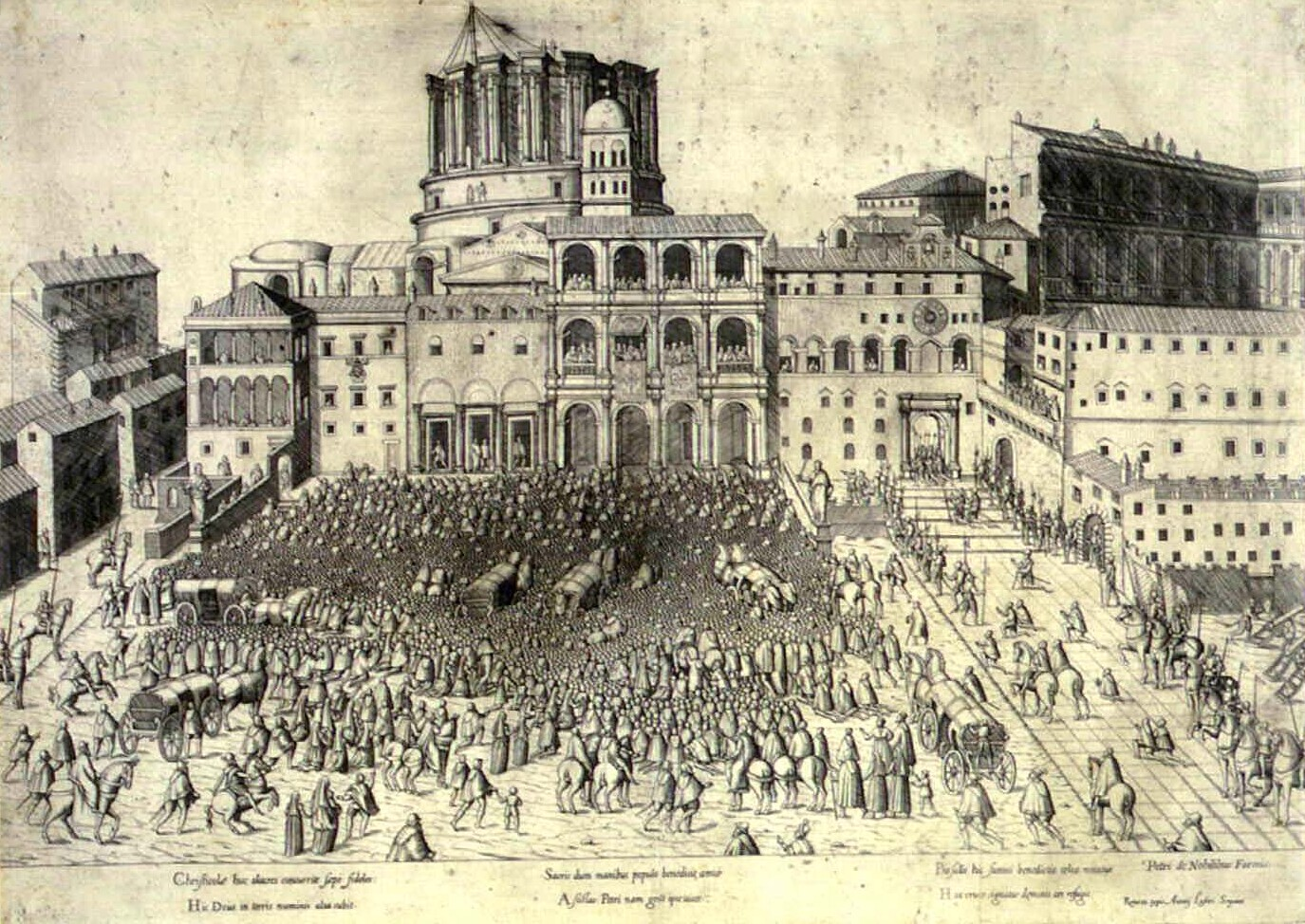
La vista dell'antica basilica mentre era in costruzione quella nuova alla fine del XVI secolo, autore ignoto.

Accanto alla basilica esistevano numerosi altri edifici tra cui un campanile medievale e due edifici a pianta circolare, antichi mausolei romani usati forse come martyrion.
Uno di essi, noto come «rotonda di Santa Petronilla», era il Mausoleo onoriano a pianta circolare, in cui furono sepolti l'imperatore romano Onorio con le mogli Maria e Termanzia, entrambe figlie del generale Stilicone; oltre a, probabilmente, sua sorella Galla Placidia con il figlio primogenito Teodosio. In questo mausoleo oltre ad esservi sei altari dei quali uno dedicato a S. Salvatore de Abundantia sotto il patronato della famiglia degli Orsini conti di Manoppello e un altro dedicato all'Annunciazione, vi si fecero seppellire alcuni re di Francia che posero il luogo sotto la loro speciale protezione.
L'altro era un mausoleo databile all'epoca di Caracalla e poi utilizzato come Cappella di Sant'Andrea (nota anche come chiesa di Santa Maria della Febbre).
La rotonda di Santa Petronilla fu demolita nel corso del XVI secolo, con la costruzione del transetto sud della nuova basilica; quella di Sant'Andrea fu abbattuta alla fine del Settecento per far posto alla nuova Sagrestia di Carlo Marchionni.
Altro edificio annesso alla basilica, ma di collocazione ignota, era il battistero fatto erigere da papa Damaso I (366-384); si trattava di un importante elemento della cura pastorale del pontefice, ma era anche simbolo dell'unità della Chiesa, messa in dubbio dalle vicende legate alla contrastata elezione di Damaso (un'iscrizione di Damaso afferma infatti «Una Petri sedes unum verumq[ue] lavacrum»). Fu decorato a spese di una famiglia di aristocratici, Anastasia e suo marito ancora un'Anastasia e suo marito Avito Mariniano finanziarono la decorazione del battistero sotto indicazione del papa Leone I (440–461); infine, il figlio di Anastasia, Rufio Vivenzio Gallo, finanziò alcuni lavori di restauro della struttura.
Altri spazi minori di culto inseriti nel complesso erano la chiesa di Santa Maria in Turri, posta alla base della torre campanaria, la chiesa di Sant'Apollinare ad Palmata, nel portico e la chiesa di San Vincenzo Hierusalem, posta tra la chiesa e il palazzo apostolico.
Sul lato sud, poco discosto dalla basilica e dai suddetti mausolei, si trovava un obelisco, resto del Circo di Nerone, che, rimasto ancora in piedi, fu spostato nel 1586 al centro della nuova Piazza San Pietro.

### Opere d'arte

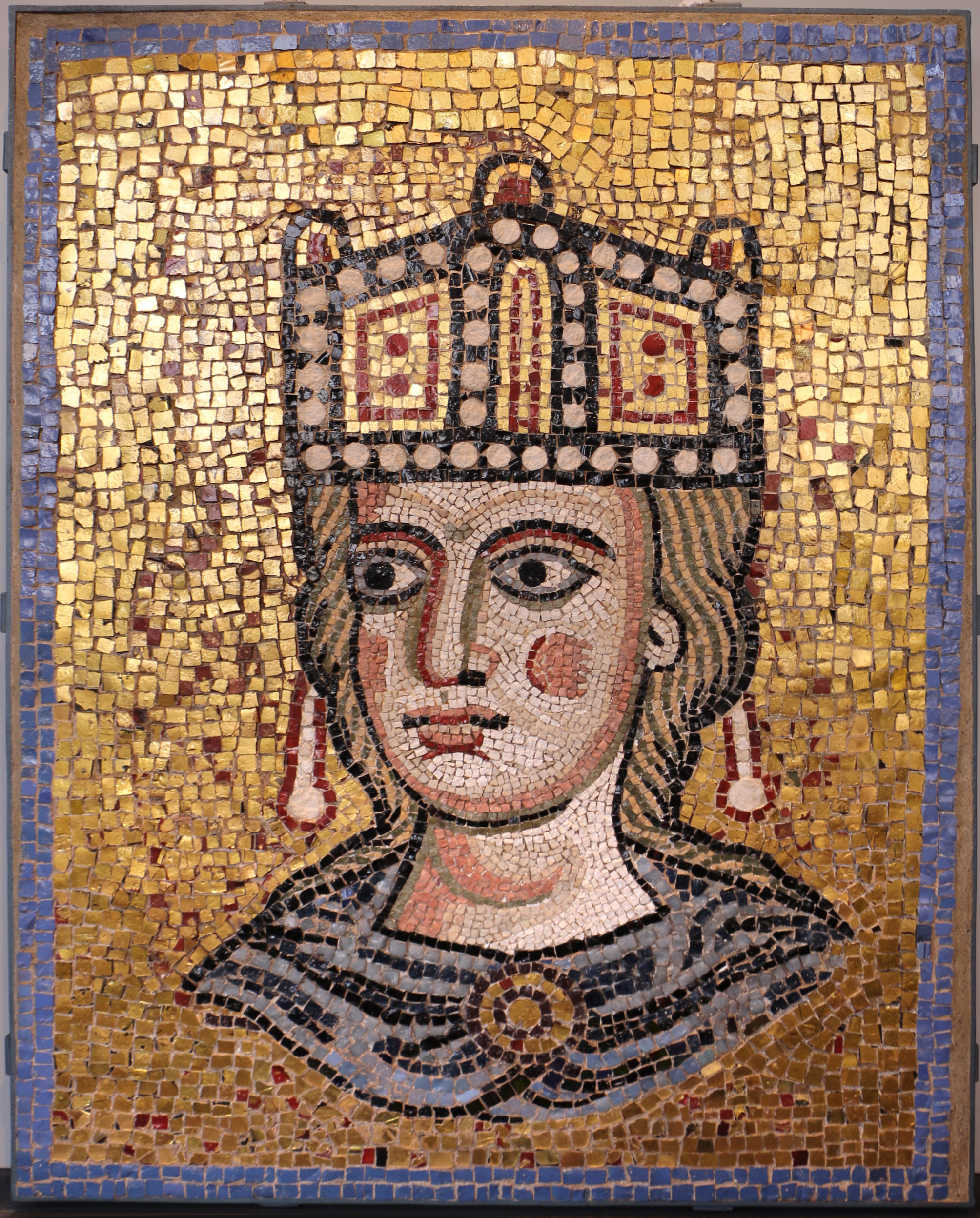
Frammento di mosaico della basilica, ora nel Museo Barracco

Tra le tante opere d'arte che nei secoli abbellirono la basilica, in parte andati perduti, in parte ancora conservate in Vaticano o riutilizzati nella nuova basilica o in altre chiese. Mosaici la adornavano internamente ed esternamente. Un mosaico raffigurante la Navicella degli Apostoli, realizzato su cartone di Giotto, era posto nel quadriportico, sulla parete interna dell'atrio d'ingresso, contrapposta alla facciata della basilica. Dopo la demolizione della basilica costantiniana, alcuni dei suoi frammenti, dopo pesanti rifacimenti, furono rimessi in opera nell'atrio della nuova basilica in forma di lunetta. Nel portico si trovavano poi delle Storie di san Pietro della seconda metà del Duecento, forse disegnate da Cimabue o da Pietro Cavallini e oggi note solo da copie seicentesche.
Lo stesso Giotto aveva eseguito nel 1320 circa la pala dell'altare principale, il Polittico Stefaneschi ora nei Musei Vaticani ed alcuni affreschi, perduti, nella tribuna.. Nell'abside si trovavano affreschi con Storie di Cristo di alcuni suoi allievi, tra cui Stefano Fiorentino.
Nel 1377 il complesso vaticano divenne la residenza dei papi dopo la cattività avignonese. La basilica, al pari delle altre grandi chiese romane, fu partecipe delle opere di ripristino e rinnovamento promossi da Martino V, Eugenio IV e da Niccolò V per riparare al disastroso abbandono in cui versava tutta la città. In quel periodo San Pietro venne abbellita anche con affreschi come le Storie di Cristo di Beato Angelico, perduti a parte alcuni frammenti di controversa attribuzione, o da quelli eseguiti nella Cappella della Concezione da Pietro Perugino (1478-1479). Di Pinturicchio era una perduta tavola nella Cappella Lancia, raffigurante la Madonna col Bambino, santi e papa Innocenzo VIII.
Tra il 1467 e il 1470 fu realizzato un grande ciborio marmoreo per l'altare principale scolpito da Paolo Romano, di cui rimangono alcuni bassorilievi ricomposti all'interno della Biblioteca Vaticana. Vi erano inoltre monumenti di Andrea Sansovino e Andrea Bregno, alcuni dei quali furono portati da monsignor Simoncelli, segretario di Paolo V, nella sua terra d'origine a Boville Ernica (provincia di Frosinone), nella chiesa di San Pietro Ispano dove si trova anche un Angelo proveniente dalla cornice del mosaico della Navicella di Giotto.